# Timbercreek Canyon village. Utah
Timbercreek Canyon village je [[{{{tip}}}]] u američkoj saveznoj državi Teksas. Prema popisu stanovništva iz 2010. u njemu je živjelo 418 stanovnika.